# Cambra e Carvalhal de Vermilhas
Cambra e Carvalhal de Vermilhas (llamada oficialmente União das Freguesias de Cambra e Carvalhal de Vermilhas) es una freguesia portuguesa del municipio de Vouzela, distrito de Viseo.

## Historia
Fue creada el 28 de enero de 2013 en aplicación de una resolución de la Asamblea de la República de Portugal promulgada el 16 de enero de 2013 con la unión de las freguesias de Cambra y Carvalhal de Vermilhas, pasando su sede a estar situada en la antigua freguesia de Cambra.

## Demografía
| Gráfica de evolución demográfica de Cambra e Carvalhal de Vermilhas entre 2011 y 2021 |
|                                                                                       |
| Datos según el nomenclátor publicado por el INE portugués.                            |